# Victoria Museum
Victoria Museum — приватний музей історичного костюму та стилю у Києві, присвячений міській європейській моді 1830-1920 років.

## Історія
Victoria Museum — заснований Вікторією Лисенко в 2017 році. 

Розташований в історичному будинку кінця 19-го століття.

Музей має 7 демонстраційних залів, розташованих на двох поверхах.

Вікторія Лисенко — засновниця і куратор музею, колекціонер — навчалася музейної справи в Лондоні.

Victoria Museum є першим в Україні музеєм костюму і стилю.
Культурний простір створений за всіма міжнародними музейними стандартами з використанням найсучасніших технологій освітлення, вентиляції і фільтрації повітря.
Будинок №23, у якому розташований Victoria Museum, стоїть у суцільній забудові вздовж червоної лінії Бутишів провулка і належить до цінної фонової забудови міста. Триповерхова цегляна будівля побудована наприкінці XIX ст. в еклектичному стилі, у якому переважають неоренесансні і псевдовізантійські форми.
Бутишів провулок є однією з найдавніших вулиць Печерська. У XVIII ст. він носив назву вулиця Шпетерська. З 1803 року відомий як Бутишев провулок. До 2014 року мав назву вул. Андрія Іванова.
З 1899 до 1909 садиба належала Л.Ф. Смоловському, з 1909 до 1914 була власністю купця Л.П. Чорноярова, а після 1914 року належала А.Д. Спегальському.

З 2000 року будинок був в аварійному стані. У 2009 будівлю відреставровано, відремонтовано та укріплено. На сьогодні це повністю реконструйована історична садиба. Балконні огородження на 2-му та 3-му поверхах збереглися у первісному вигляді.

«Victoria museum» облаштований з урахуванням найсучасніших вимог музейництва. У приміщенні створено відповідний клімат, а шкідливе для костюмів сонячне світло не потрапляє всередину

### Колекція
У «Victoria Museum» представлена постійно діюча експозиція костюмів з регулярним тематичним оновленням.
 
Приватна колекція музею містить близько 100 автентичних чоловічих та жіночих костюмів, а також понад 800 експонатів, що визначають стиль й атмосферу дореволюційного періоду. 16 травня 2020 року було відкрито 8-му виставку - "Кораловий шик".

Вікторія Лисенко розповідає, що експонати для музею вона купувала, зокрема, на аукціонах та блошиних ринках Європи. 
«У Західній Європі раніше люди складали непотрібний одяг на горище у скрині, - продовжує засновниця. - Зараз звичайні жителі міст виносять збережене на "блошині ринки". Ними ходять експерти з історії костюму. По тканині визначають вік одягу. Також там музеї періодично продають на аукціонах речі з фондів. Їм не потрібні величезні склади. На таких аукціонах ми купили декілька експонатів для "Victoria Museum"».

### Діяльність музею
У музеї проводяться тематичні майстер-класи для дорослих та дітей, лекції, екскурсії (індивідуальні й групові), квести, культурні вечори, різноманітні заходи й презентації, фотосесії (передбачені дві фотозони).
Також для зручності відвідувачів надається аудіогід 4 мовами (українська, російська, англійська й китайська).